# Hos Ingrid og Lillebror
Hos Ingrid og lillebror var en julekalender der blev sendt i tv med Ingrid og Lillebror. Den blev sendt i 1971. I julekalenderen sendte de også arkivfilm med Magnus Tagmus (fra julekalenderen Kender du Decembervej?).